# Millennium Trophy
Millennium Trophy (irl. Corn an Mhílaoise) – trofeum sportowe w rugby union przyznawane zwycięzcy meczu pomiędzy zespołami Anglii i Irlandii w trakcie trwania Pucharu Sześciu Narodów.
Trofeum ufundowano w 1988, jako część obchodów milenijnych Dublina. Mecz z 1988 był jedynym, który nie wchodził w skład Pucharu Sześciu Narodów.
Trofeum ma kształt hełmu wikingów z rogami.

## Zwycięzcy
| Anglia   | 19 | 1988, 1989, 1990, 1991, 1992, 1995, 1996, 1997, 1998, 1999, 2000, 2002, 2003, 2008, 2012, 2013, 2014, 2016, 2019 |
| Irlandia | 13 | 1993, 1994, 2001, 2004, 2005, 2006, 2007, 2009, 2010, 2011, 2015, 2017, 2018                                     |

## Rezultaty
| Rok  | Zwycięzca | Gospodarz | Wynik | Gość     | Data            | Stadion                |
| ---- | --------- | --------- | ----- | -------- | --------------- | ---------------------- |
| 1988 | Anglia    | Irlandia  | 10:21 | Anglia   | 23 kwietnia     | Twickenham, Londyn     |
| 1989 | Anglia    | Irlandia  | 3:16  | Anglia   | 18 lutego       | Lansdowne Road, Dublin |
| 1990 | Anglia    | Anglia    | 23:0  | Irlandia | 20 stycznia     | Twickenham, Londyn     |
| 1991 | Anglia    | Irlandia  | 7:16  | Anglia   | 2 marca         | Lansdowne Road, Dublin |
| 1992 | Anglia    | Anglia    | 38:9  | Irlandia | 1 lutego        | Twickenham, Londyn     |
| 1993 | Irlandia  | Irlandia  | 17:3  | Anglia   | 20 marca        | Lansdowne Road, Dublin |
| 1994 | Irlandia  | Anglia    | 12:13 | Irlandia | 19 lutego       | Twickenham, Londyn     |
| 1995 | Anglia    | Irlandia  | 8:20  | Anglia   | 31 stycznia     | Lansdowne Road, Dublin |
| 1996 | Anglia    | Anglia    | 25:15 | Irlandia | 16 marca        | Twickenham, Londyn     |
| 1997 | Anglia    | Irlandia  | 6:46  | Anglia   | 15 lutego       | Lansdowne Road, Dublin |
| 1998 | Anglia    | Anglia    | 35:17 | Irlandia | 4 kwietnia      | Twickenham, Londyn     |
| 1999 | Anglia    | Irlandia  | 15:27 | Anglia   | 6 marca         | Lansdowne Road, Dublin |
| 2000 | Anglia    | Anglia    | 50:18 | Irlandia | 5 lutego        | Twickenham, Londyn     |
| 2001 | Irlandia  | Irlandia  | 20:14 | Anglia   | 20 października | Lansdowne Road, Dublin |
| 2002 | Anglia    | Anglia    | 45:11 | Irlandia | 16 lutego       | Twickenham, Londyn     |
| 2003 | Anglia    | Irlandia  | 6:42  | Anglia   | 30 marca        | Lansdowne Road, Dublin |
| 2004 | Irlandia  | Anglia    | 13:19 | Irlandia | 6 marca         | Twickenham, Londyn     |
| 2005 | Irlandia  | Irlandia  | 19:13 | Anglia   | 27 lutego       | Lansdowne Road, Dublin |
| 2006 | Irlandia  | Anglia    | 24:28 | Irlandia | 18 marca        | Twickenham, Londyn     |
| 2007 | Irlandia  | Irlandia  | 43:13 | Anglia   | 24 lutego       | Croke Park, Dublin     |
| 2008 | Anglia    | Anglia    | 33:10 | Irlandia | 15 marca        | Twickenham, Londyn     |
| 2009 | Irlandia  | Irlandia  | 14:13 | Anglia   | 28 lutego       | Croke Park, Dublin     |
| 2010 | Irlandia  | Anglia    | 16:20 | Irlandia | 27 lutego       | Twickenham, Londyn     |
| 2011 | Irlandia  | Irlandia  | 24:8  | Anglia   | 19 marca        | Aviva Stadium, Dublin  |
| 2012 | Anglia    | Anglia    | 30:9  | Irlandia | 17 marca        | Twickenham, Londyn     |
| 2013 | Anglia    | Irlandia  | 6:12  | Anglia   | 10 lutego       | Aviva Stadium, Dublin  |
| 2014 | Anglia    | Anglia    | 13:10 | Irlandia | 22 lutego       | Twickenham, Londyn     |
| 2015 | Irlandia  | Irlandia  | 19:9  | Anglia   | 1 marca         | Aviva Stadium, Dublin  |
| 2016 | Anglia    | Anglia    | 25:21 | Irlandia | 12 marca        | Twickenham, Londyn     |
| 2017 | Irlandia  | Irlandia  | 13:9  | Anglia   | 18 marca        | Aviva Stadium, Dublin  |
| 2018 | Irlandia  | Anglia    | 15:24 | Irlandia | 17 marca        | Twickenham, Londyn     |
| 2019 | Anglia    | Irlandia  | 20:32 | Anglia   | 2 lutego        | Aviva Stadium, Dublin  |